# Líbeznice
Líbeznice (německy Libesnitz nebo Rotkirchen, starším pravopisem Rothkirchen) jsou obec v okrese Praha-východ ve Středočeském kraji. Leží dva kilometry severně od hranic Prahy na hlavní silnici I/9 z Prahy do Mělníka.
Žije zde přibližně 3 300 obyvatel. Líbeznice byly a jsou i v současnosti díky své poloze a občanské vybavenosti centrem blízkého okolí. V obci se nacházejí: základní škola, základní umělecká škola, mateřská škola, pošta, čerpací stanice, zdravotní středisko včetně dentisty a gynekologa, obecní knihovna, fotbalové hřiště, Divadlo kouzel Pavla Kožíška, kostel svatého Martina a barokní fara. Obec je od roku 1999 členem dobrovolného svazku obcí Region Povodí Mratínského potoka. Líbeznice sousedí s obcemi Měšice, Bašť, Hovorčovice, Bořanovice a Zlonín, všechny v okrese Praha-východ.

## Historie
První písemná zmínka o obci pochází z roku 1236. Obec je zmíněna v právním dokumentu, psaném středověkou latinou, ve kterém se král Václav I. zříká vymáhání dávek a věnuje statek (villa Lubeznic) kapitule pražské, zastupované kanovníkem Marquardem. V roce 1294 byly Libezníce rozděleny mezi kapitulu svatovítskou a vyšehradskou, v jejichž majetku se obec nacházela až do 14. století. V 15. století obec vlastnil Jan Náz, dvorní úředník krále Václava IV., dále král Jiří z Poděbrad a v letech 1459–1548 Staré Město pražské. Po několika změnách vlastníků byla od konce 17. století až do poloviny 19. století obec ve vlastnictví rodu Nosticů.

### Výstavba po roce 2010

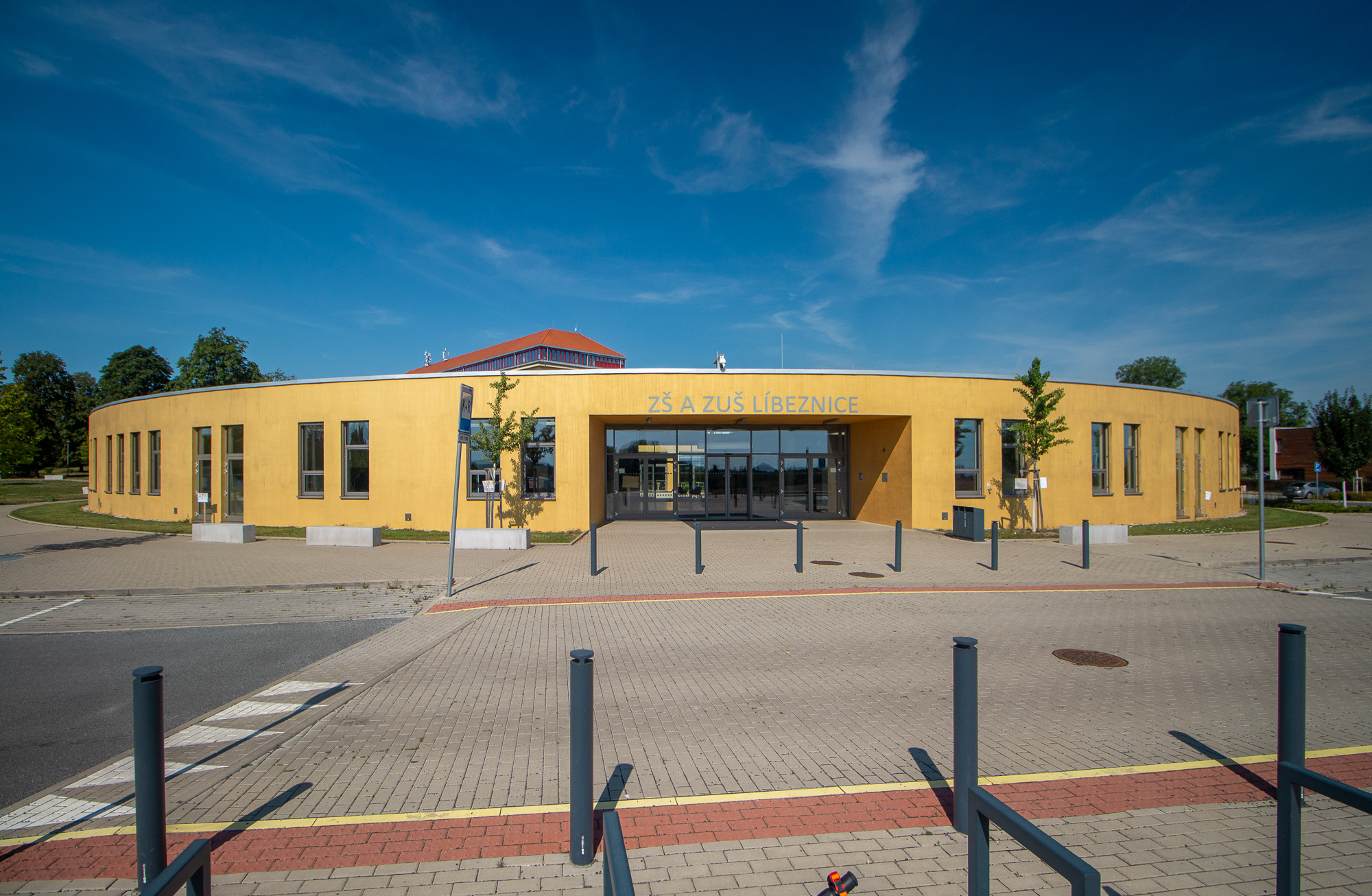
Nová školní budova

Líbeznice po roce 2010, kdy se starostou stal Martin Kupka, získaly pozornost českých architektů, obec je dávána za vzor kvalitní maloměstské výstavby. V Líbeznicích byla postavena nová budova Základní a umělecké školy s neobvyklým kruhovým půdorysem od atelieru Projektil, sportovní a kulturní centrum Chrupavka, citlivě a moderně byly zrekonstruovány budovy polikliniky, radnice a tzv. domu služeb.

## Obyvatelstvo
| Rok            | 1869  | 1880  | 1890  | 1900  | 1910  | 1921  | 1930  | 1950  | 1961  | 1970  | 1980  | 1991  | 2001  | 2011  | 2021  |
| -------------- | ----- | ----- | ----- | ----- | ----- | ----- | ----- | ----- | ----- | ----- | ----- | ----- | ----- | ----- | ----- |
| Počet obyvatel | 1 061 | 1 318 | 1 302 | 1 228 | 1 197 | 1 120 | 1 388 | 1 256 | 1 339 | 1 304 | 1 246 | 1 200 | 1 316 | 2 207 | 3 214 |
| Počet domů     | 120   | 139   | 150   | 173   | 143   | 145   | 247   | 319   | 314   | 314   | 337   | 395   | 453   | 734   | 1 007 |

## Náboženství

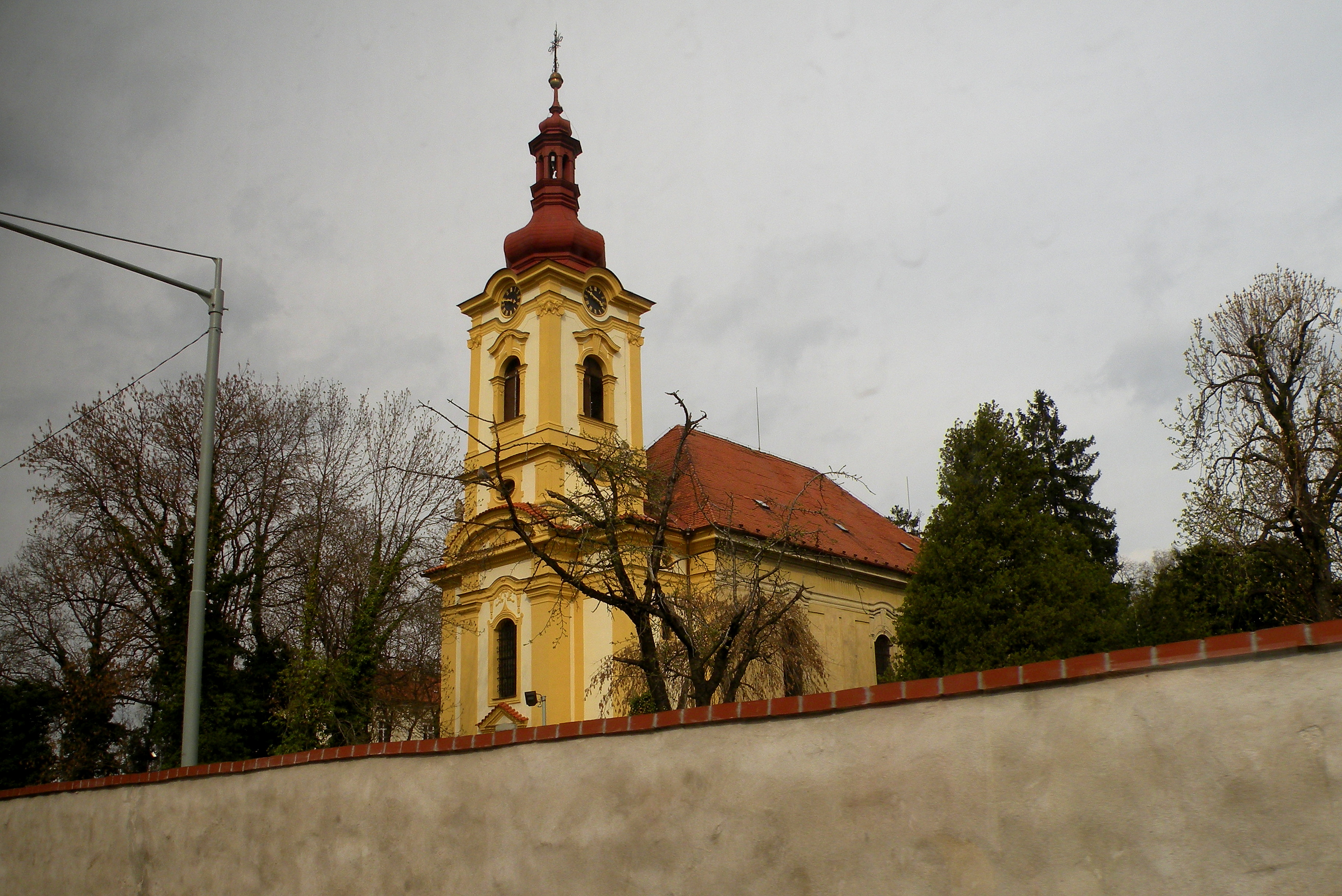
Kostel svatého Martina z Tours

Většina obyvatel Líbeznic svou víru buďto neuvádí, či uvedlo že je bez náboženské víry.[kdy?] Pokud se tedy k nějaké církvi hlásí, tak z většiny k církvi římskokatolické – 120 obyvatel. Relativně velké zastoupení zde má Pravoslavná církev v českých zemích a na Slovensku – hlásí se k ní 36 obyvatel. Zbylí obyvatelé, pokud se k nějaké církvi hlásí, pak buďto k Církvi československé husitské (11 obyv.), nebo k Českobratrské církvi evangelické, nejméně občanů se hlásí k Svědkům Jehovovým (2 obyvatelé).

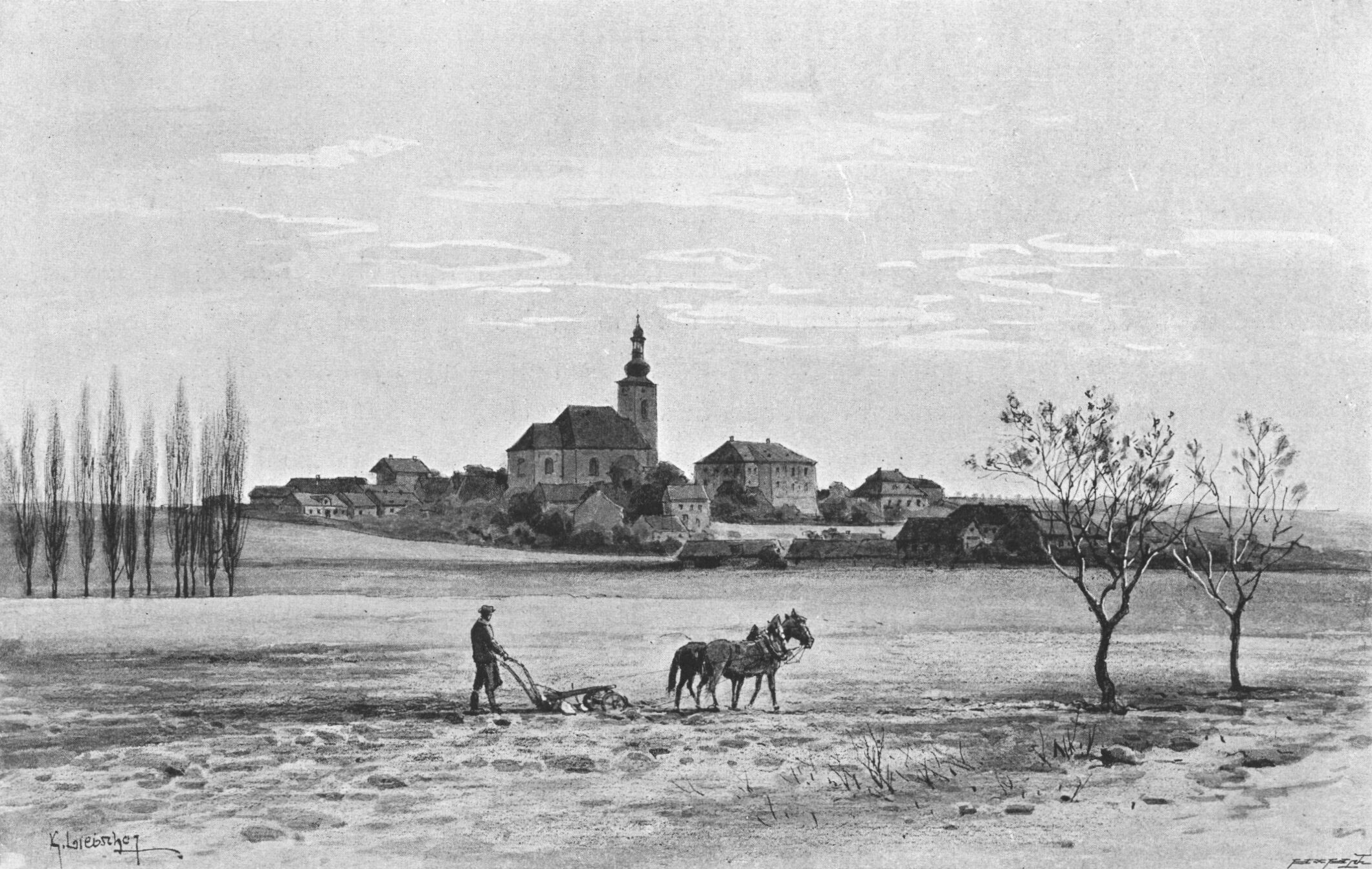
Líbeznice na ilustraci Karla Liebschera (1903)

Kostel svatého Martina z Tours je líbeznickou dominantou. Kostel zasvěcený svatému Martinu z Tours stál v Líbeznicích již před rokem 1380. Nacházel se v blízkosti dnešního domu čp. 142, který v letech 1883–1956 sloužil jako škola, a asi 200 kroků od něho stála prkenná zvonice se zvony z let 1663 a 1676. O výstavbě nového kostela se začalo uvažovat již po třicetileté válce, kdy bylo k líbeznické farnosti trvale připojeno území zrušených farností v Hovorčovicích a Pakoměřicích. V roce 1788 byl starý kostel zbourán a 1. května 1788 pražským světícím biskupem Erasmem Dionýsem Kriegerem posvěcen základní kámen nově budovaného kostela, pro nějž bylo vybráno vyvýšené místo jižně od původní stavby (při dnešním Mírovém náměstí). Jednalo se o první kostel v Čechách, na který byl instalován hromosvod; instaloval ho zde pražský profesor mechaniky Antonín Renner.
Kostel je obklopen hřbitovem. Nedaleko kostela stojí patrová barokní fara (čp. 6) z 1. poloviny 18. století s mansardovou střechou. Kostel i fara jsou od roku 1958 zapsány do seznamu kulturních památek. K 1. lednu 2006 byla líbeznická farnost zrušena a její území přičleněno k farnosti v Odoleně Vodě. Nedělní mše se koná v 10 hodin.

## Národnostní složení
Národnostní složení obyvatel obce bylo v roce 2011 poměrně homogenní – 1430 obyvatel se přihlásilo k národnosti české, 43 k národnosti ukrajinské, 22 k národnosti slovenské, 4 lidé se přihlásili k národnosti vietnamské a 2 lidé k národnosti moravské.

## Obecní správa

### Územněsprávní začlenění
Dějiny územněsprávního začleňování zahrnují období od roku 1850 do současnosti. V chronologickém přehledu je uvedena územně administrativní příslušnost obce v roce, kdy ke změně došlo:
- 1850 země česká, kraj Praha, politický i soudní okres Karlín[15]
- 1855 země česká, kraj Praha, soudní okres Karlín[15]
- 1868 země česká, politický i soudní okres Karlín[15]
- 1927 země česká, politický okres Praha-venkov, soudní okres Karlín[16]
- 1929 země česká, politický okres Praha-venkov, soudní okres Praha-východ[17]
- 1939 země česká, Oberlandrat Praha, politický okres Praha-venkov, soudní okres Praha-východ[18]
- 1942 země česká, Oberlandrat Praha, politický okres Praha-venkov-sever, soudní okres Praha-východ[19]
- 1945 země česká, správní okres Praha-venkov-sever, soudní okres Praha-východ[20]
- 1949 Pražský kraj, okres Praha-sever[21]
- 1960 Středočeský kraj, okres Praha-východ[22]

### Obecní symboly
Znak a vlajka byly obci uděleny rozhodnutím předsedy Poslanecké sněmovny Parlamentu České republiky dne 4. června 1998.

## Společnost
Ve vsi Líbeznice (1391 obyvatel, poštovní úřad, důchodkový kontrolní úřad, četnická stanice, římskokatolický kostel) byly v roce 1932 evidovány tyto živnosti a obchody: lékař, zvěrolékař, autodílna, biograf Legion, výroba cementového zboží, cihelna, 2 čalouníci, drogerie, obchod s dřívím, elektrárna, elektrotechnický závod, fotografický ateliér, 3 holiči, 4 hostince, klempíř, kolář, košíkář, kotlář, kovář, kožišník, 2 krejčí, výrobna lihovin, 2 obchody s obuví, obuvník, obchod s obuvnickými potřebami, 2 obchody s ovocem a zeleninou, 2 pekaři, 3 obchody s lahvovým pivem, pohřební ústav, 7 pokrývačů, 2 porodní asistentky, 16 rolníků, 3 řezníci, 2 sedláři, 8 obchodů se smíšeným zbožím, výroba sody, okresní hospodářská záložna v Karlíně, spořitelní a záložní spolek pro Líbeznice, studnař, 5 švadlen, tesařský mistr, 2 trafiky, 3 truhláři, 3 obchody s uhlím, 2 zahradnictví, 3 zámečníci, obchod železářským zbožím.

## Sport
V obci působí fotbalový oddíl 1. FC Líbeznice a družstvo stolních tenistů.
Také zde působí atletický klub s mnoha úspěchy v celorepublikových soutěžích pod vedením trenéra Tomáše Pšeničky.

## Doprava
Dopravní síť
- Pozemní komunikace – Obcí prochází silnice I/9 Zdiby – Mělník – Česká Lípa – Rumburk. Od roku 2011 je v provozu obchvat obce. V obci končí silnice II/243 Praha-Ďáblice – Líbeznice. Na území obce začíná silnice II/244 Líbeznice – Kostelec nad Labem – Všetaty – Byšice.

- Železnice – Železniční trať ani stanice na území obce nejsou. Nejbližší železniční stanicí jsou Měšice u Prahy ve vzdálenosti 2 km ležící na trati 070 v úseku Praha – Neratovice.

Veřejná doprava 2023
- Autobusová doprava – V obci měly zastávku příměstské autobusové linky jedoucí do těchto cílů: Mělník,  Neratovice, Praha, Štětí (dopravce ČSAD Střední Čechy, a. s.).

## Pamětihodnosti
- Kostel svatého Martina z Tours – pozdně barokní stavba, kterou nechal vybudovat hrabě Nostic v letech 1788–1795
- Kaple Panny Marie – stavba z 2. poloviny 18. století se nachází v Nádražní ulici u rozcestí k Měšicům
- Fara – patrová, barokní stavba s mansardovou střechou vybudovaná v roce 1727

## Osobnosti
- Václav Tišnovský (1815–1869), první volený líbeznický rychtář, osobní lékař rodiny Nosticových
- Jan Pavelka (1828–1908), ředitel školy, regenschori, hudebník
- Otto Kohn (1887–1965), architekt
- Antonín Judytka (1907–1975), organizátor místního oddílu fotbalu
- František Košina (1919–2002), kronikář
- Milan Korejs (1921–2009), režisér ochotnického divadla, iniciátor vzniku Areálu zdraví
- Martin Kupka (* 1975), politik, v letech 2010 až 2021 starosta obce
- Helena Velická (* 1979), violoncellistka, hudební pedagožka

## Další fotografie

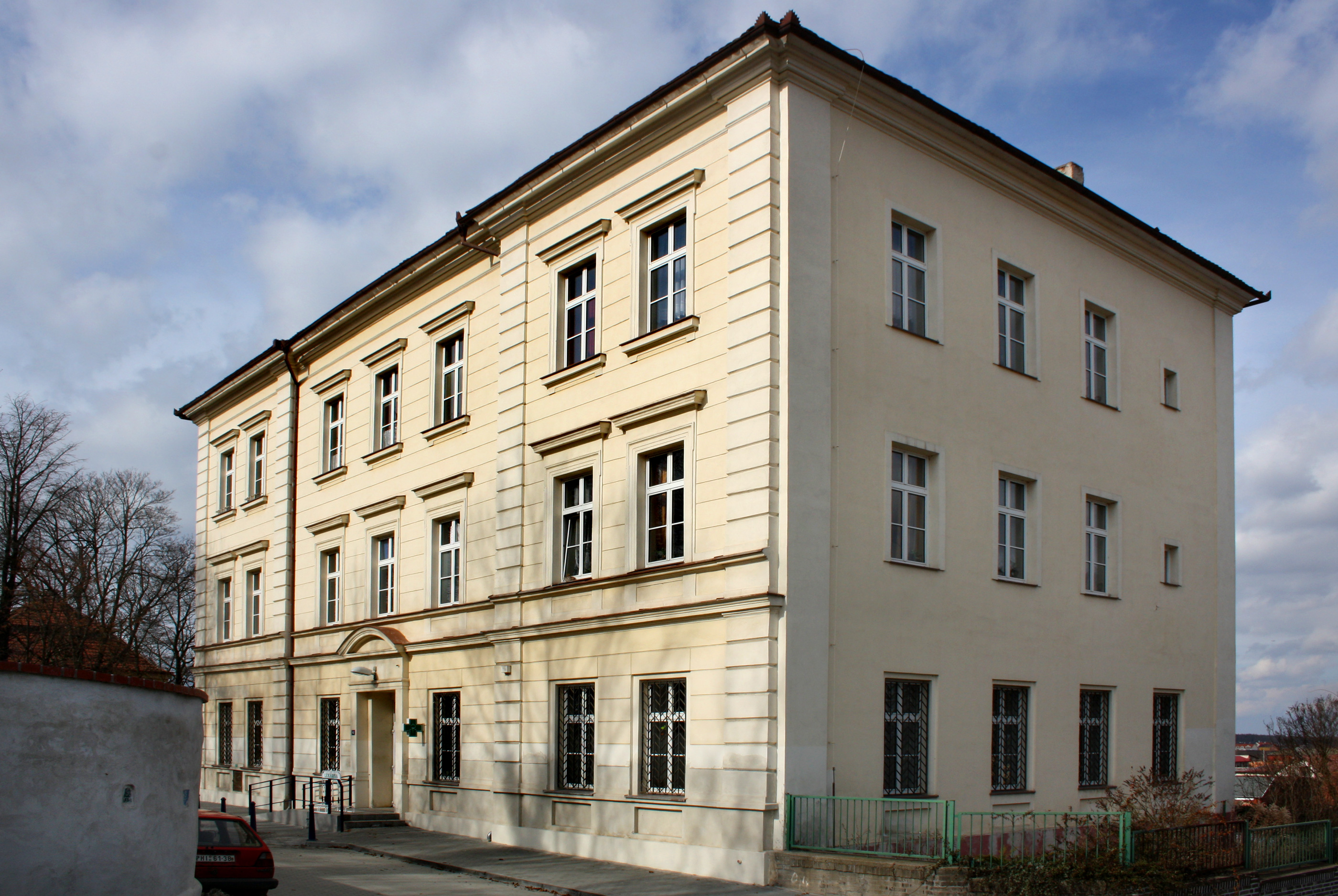
Původní škola
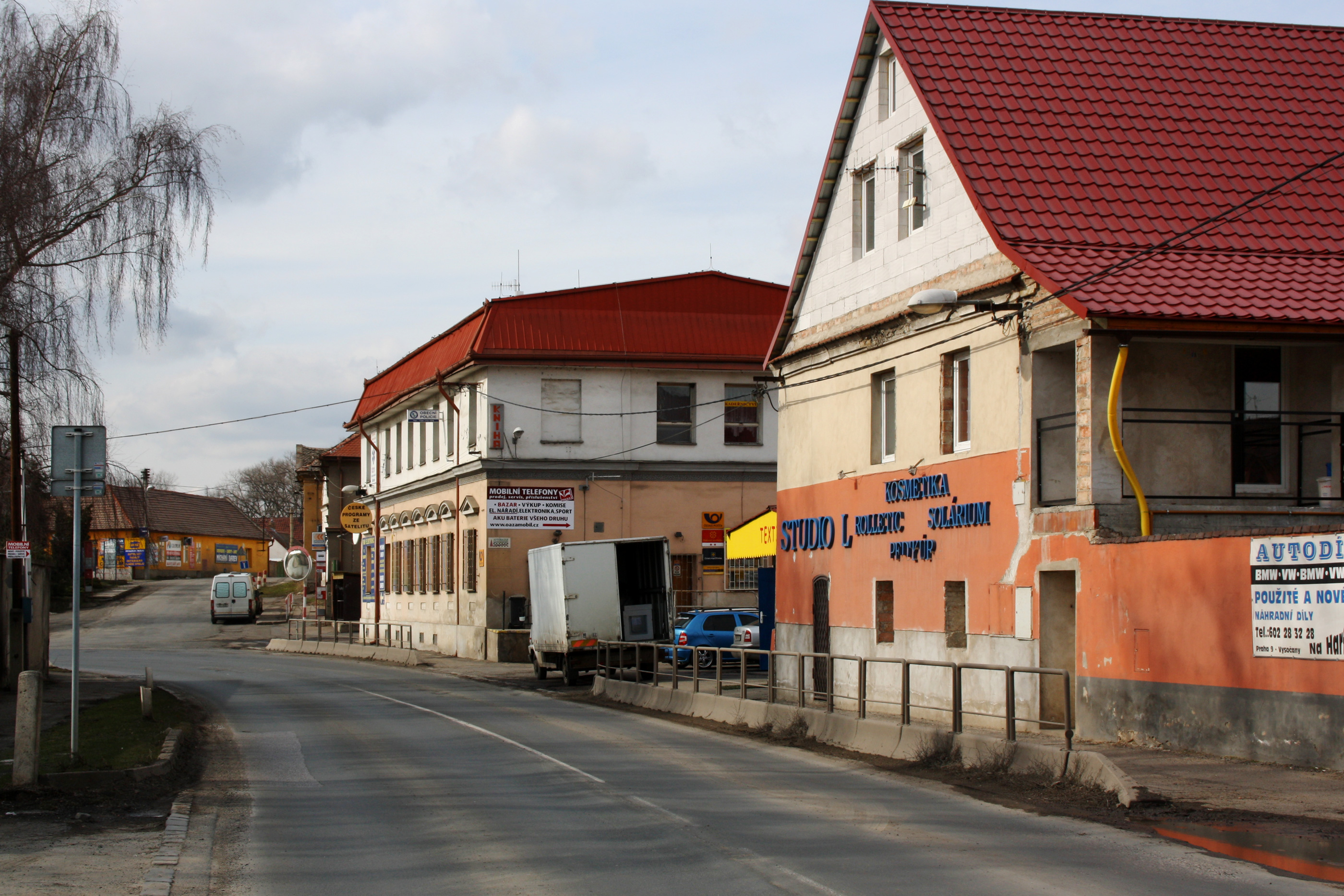
Mělnická ulice
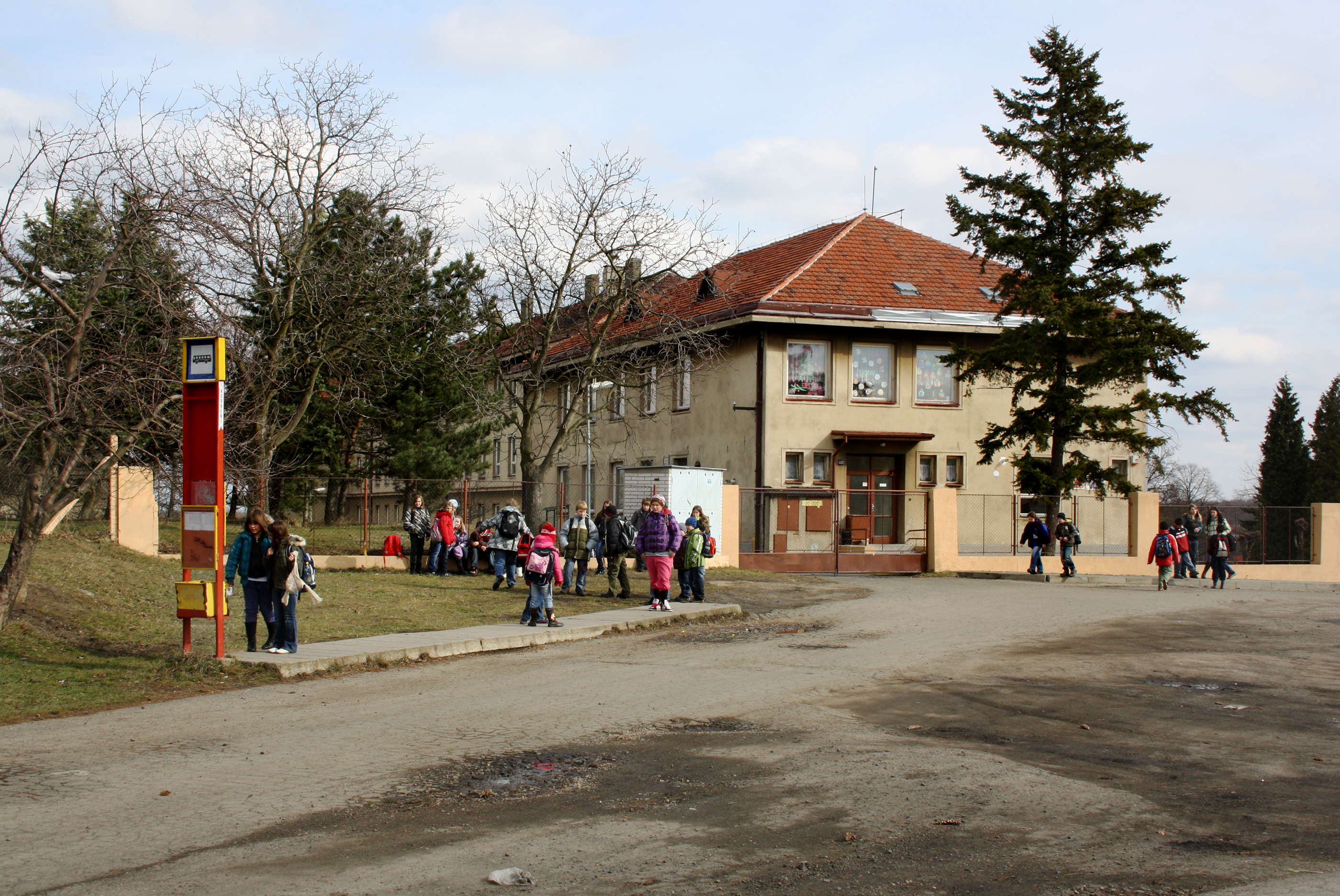
Nová základní škola
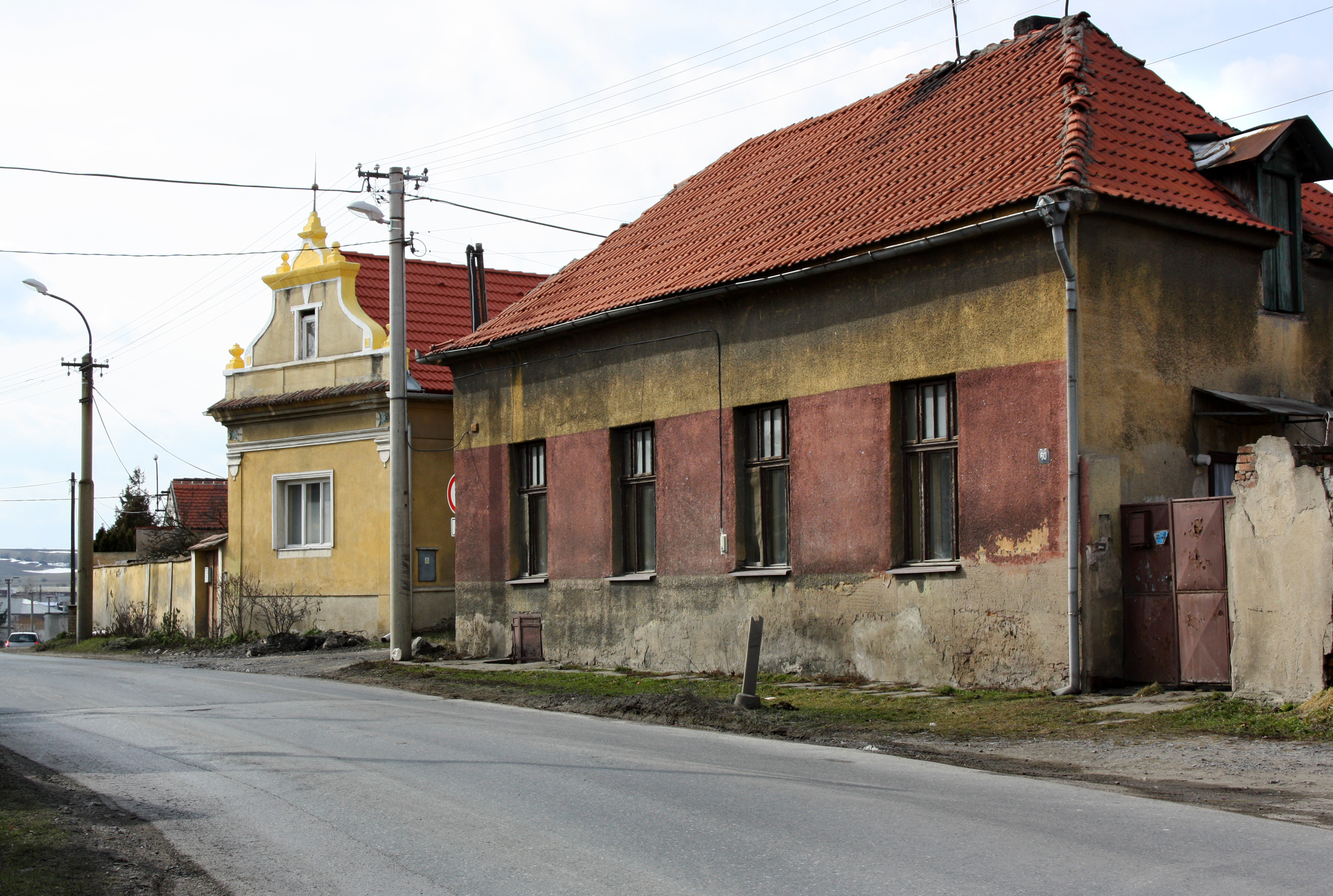
Zdibská ulice, jedna ze starších částí Líbeznic, kde lze spatřit i selské baroko
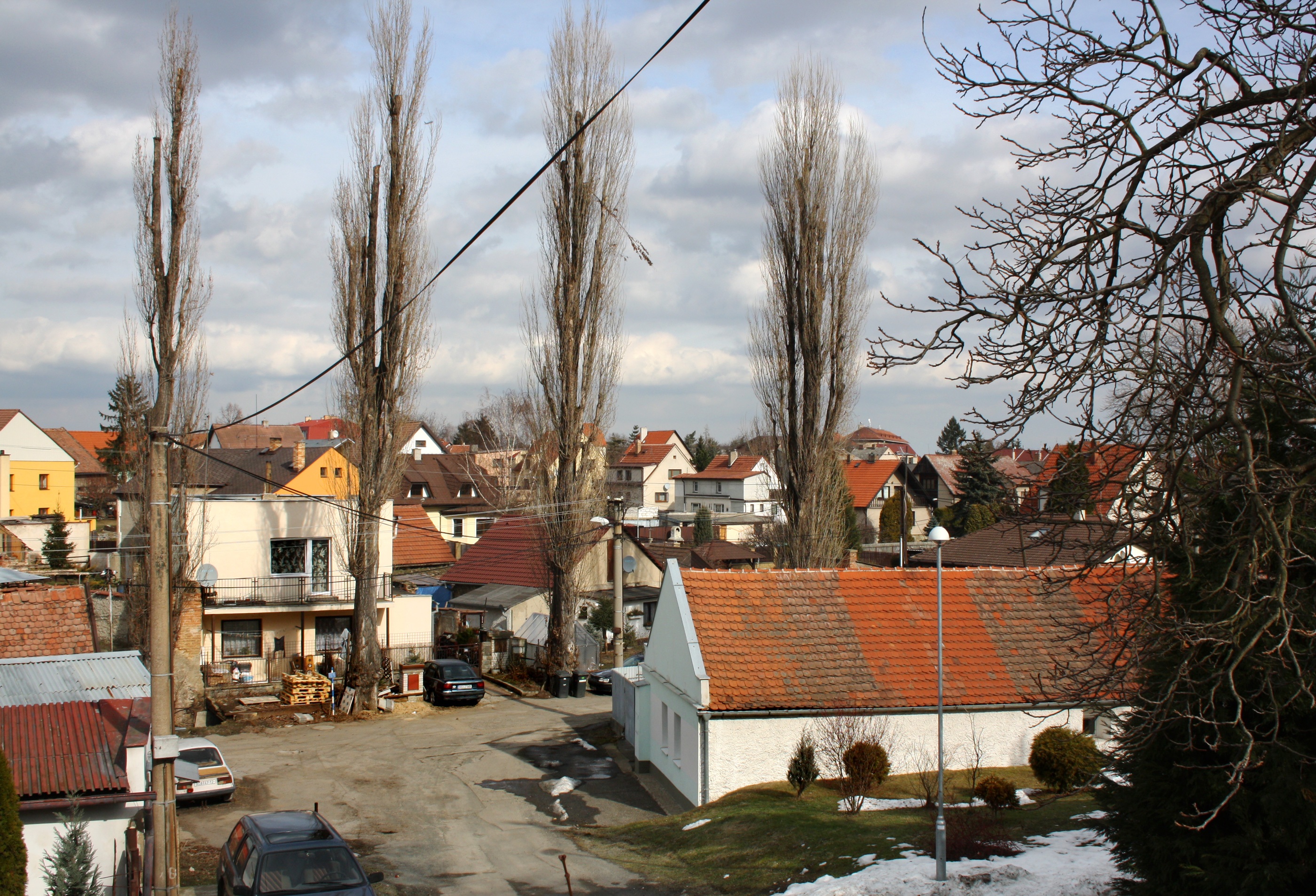
Výhled na vesnici z ulice U Staré školy
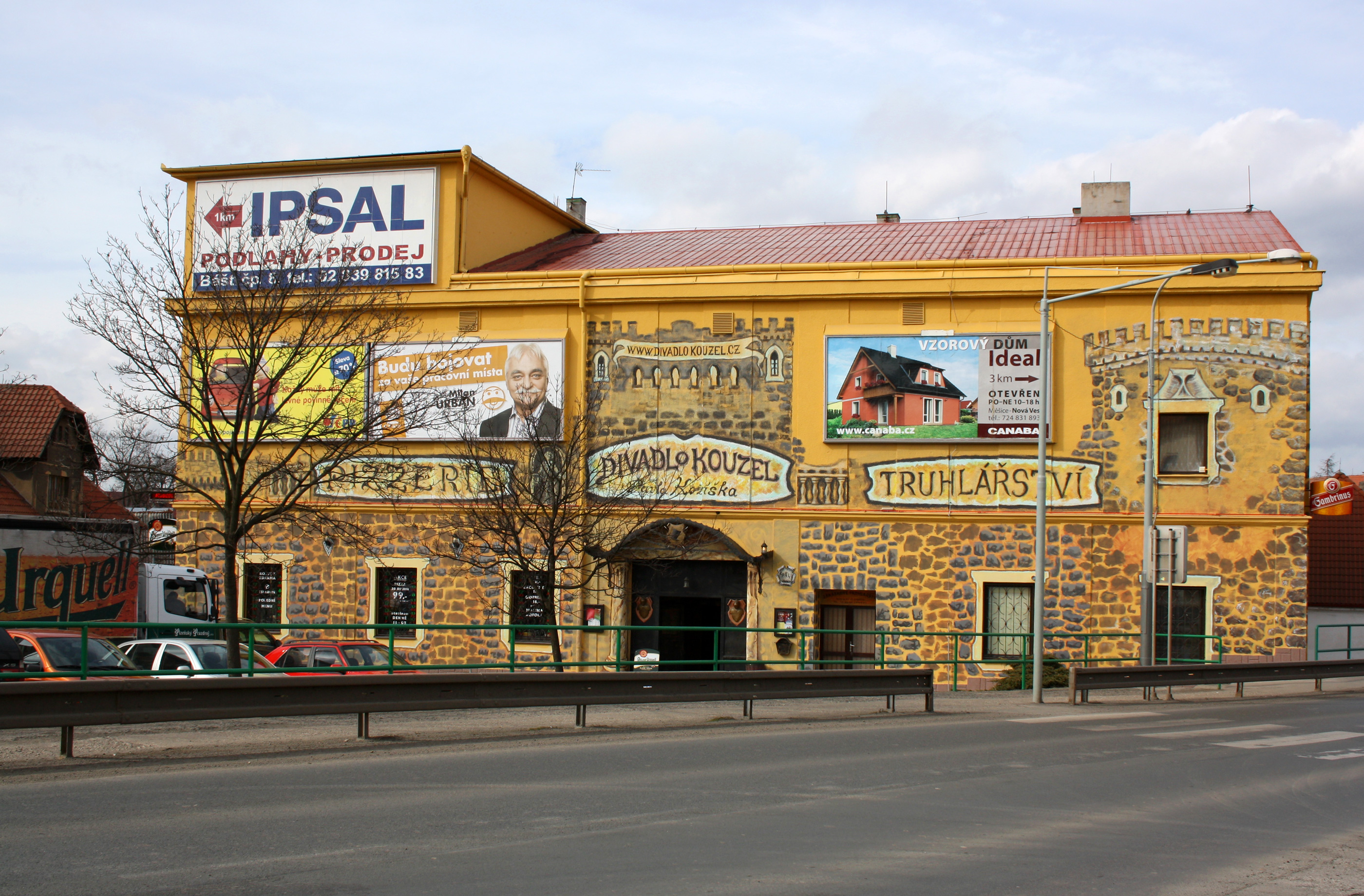
Divadlo kouzel